# Cándida, la mujer del año
Cándida, la mujer del año es una película de Argentina en blanco y negro, perteneciente al género de la comedia estrenada el 23 de febrero de 1943, dirigida y escrita por Enrique Santos Discépolo quién fue el primer director de cine que continuó con la serie iniciada por Luis Bayón Herrera y la vuelve a reunir con Augusto Codecá. 

## Sinopsis
Después de ser condecorada por un hecho meritorio, Cándida se ve involucrada en las maniobras de unos estafadores que pretenden utilizar su fama.

## Reparto
- Niní Marshall...Cándida Loueiro Ramallada
- Augusto Codecá ... Ramón
- Lalo Malcolm ... Funes
- Blanca Vidal ... Sra de Benítez
- Carlos Morganti ... Constante Rivera
- Julio Renato ... Magallanes
- Alfredo Jordan ... Jorge Benítez
- Edna Norrell ... Beba
- Carlos Bellucci

## Comentarios
Manrupe y Portela la consideran una comedia menor de Marshall, con algún toque gremial y algo del estilo discepoliano.
En la crónica de El Heraldo del Cinematografista se dijo:

”Niní Marshall debe luchar sola para imponer una comicidad que no han sabido lograr los argumentistas…La labor de Niní Marshall levanta el nivel de atracción del film…Augusto Codecá otra vez desaprovechado en sus reales aptitudes pero con más de un momento afortunado.”